# معتمدية الصمار
معتمدية الصمار إحدى معتمديات الجمهورية التونسية، تابعة لولاية تطاوين.